# Democratische opening
De democratische opening (Spaans apertura democrática) was het politieke hervormingsprogramma van de regering en van Luis Echeverría en José López Portillo, presidenten van Mexico van respectievelijk 1970 tot 1976 en 1976 tot 1982.
Vanwege het bloedbad van Tlatelolco, waarbij op 2 oktober 1968 250 demonstranten werden vermoord, worstelde de Mexicaanse regering van de Institutioneel Revolutionaire Partij (PRI) met haar legitimiteit. Echeverría, die in 1970 tot president was gekozen was minister van binnenlandse zaken tijdens het bloedbad, maar bij zijn aantreden beloofde hij politieke hervormingen.
Zo werd in 1973 het kiessysteem aangepast. Driekwart van de senaatszetels werden voortaan door middel van een districtensysteem gekozen, waarbij de grootste partij twee zetels kreeg voor een staat waarin zij won, en de tweede partij één zetel, zodat zeker een kwart van de senaatszetels werd bezet door oppositieleden. Ook in de Kamer van Afgevaardigden werden zetels ingeruimd door de oppositie; er werd bepaald dat een partij niet meer dan 300 van de 400 zetels mocht bezetten. Het Federaal District werd opgedeeld in 16 districten, waarvan de raden voortaan door de inwoners van Mexico-Stad werden gekozen.
In 1979 werd de Federale Wet voor Organisaties en Politieke en Electorale Processen (LOPPE) aangenomen, zodat de Communistische Partij van Mexico (PCM), de Mexicaanse Democratische Partij (PDM), de Revolutionaire Arbeiderspartij (PRT) en de Socialistische Arbeiderspartij (PST) voortaan konden deelnemen aan verkiezingen.
Deze hervormingen bleken echter grotendeels een wassen neus. De zetels die beschikbaar kwamen voor de oppositie werden in de praktijk voornamelijk bezet door leden van de satellietpartijen, de door de PRI getolereerde schijnoppositie. In het Federaal District werden in de districtsraden vrijwel alleen PRI-leden gekozen. De politieke desillusie nam dan ook toe tijdens Echeverría's regering; tegen het einde van zijn termijn kwam bij verkiezingen de helft van de kiezers niet meer opdagen.